# Adamanzio
Adamanzio (in latino: Adamantius; fl. 479) è stato un politico romano dell'Impero romano d'Oriente.

## Biografia
Era figlio di Viviano, console e prefetto del pretorio, e fratello di Flavio Paolo, console del 512.
Tra il 474 e il 479 fu praefectus urbi di Costantinopoli.
Nel 479 aveva già raggiunto il rango di patricius e di consularis. In quell'anno fu inviato come ambasciatore dall'imperatore Zenone presso il generale ribelle Teodorico Strabone. Si recò a Tessalonica, dove liberò l'ex-console Giovanni da una folla inferocita, e raggiunse Sabiniano Magno ad Edessa, dove gli consegnò la nomina a magister militum per Illyricum. Raggiunsero Teodorico a Dyrrachium, dove iniziarono le negoziazioni, ma Zenone li richiamò indietro in quanto i ribelli continuavano ad attaccare il territorio imperiale.